# Ochthebius nobilis
Ochthebius nobilis är en skalbaggsart som beskrevs av Martín Villa Carenzo 1835. Ochthebius nobilis ingår i släktet Ochthebius och familjen vattenbrynsbaggar. Inga underarter finns listade i Catalogue of Life.